# Нильссон, Густав
Хокан Густав Нильссон (швед. Håkan Gustaf Nilsson; 23 мая 1997 года, Фалькенберг, Швеция) — шведский футболист, нападающий клуба «Брюгге». Выступал за сборную Швеции.

## Клубная карьера
Нильссон является воспитанником шведского клуба «Фалькенберг», в котором он и заиграл в 17 лет. С 2014 года он считался игроком основной команды.
Сезон 2014 года игрок начал в качестве футболиста юношеских команд, но к концу подошёл в роли одного из запасных игроков главной команды. 12 июля 2014 года он дебютировал в чемпионате Швеции в поединке против «Мьельбю», выйдя на замену на 81-й минуте вместо Йоханнеса Валла. 20 июля того же года, в поединке против «АИКа» забил свой первый карьерный гол.
Сезон 2015 года открывал как игрок основного состава, и провёл 21 матч, забив шесть мячей, чередуя свои выходы на поле как в роли игрока стартового состава, так и в роли усиления игры во второй половине встречи.
Сезон 2016 года привычно начал основным игроком «Фалькенберга», но успел провести всего пять встреч, так как в январе 2016 года подписал соглашение с датской командой «Брондбю», в которую тем же летом и перебрался.
В основной состав «Брондбю» Нильссон пробиться не сумел. В сезоне 2016/2017 он провёл 11 матчей в чемпионате Дании, отметился одним забитым голом. В сезоне 2017/18 Густав выступал за «Силькеборг» на правах аренды. 10 июля 2018 года он перешёл в «Вайле».

## Карьера в сборной
Является игроком юношеской и молодёжной сборной Швеции по футболу, принимал участие в отборочных соревнованиях на юношеские и молодёжные чемпионаты Европы. 9 октября 2015 года дебютировал в молодёжной сборной Швеции поединком против сверстников из Эстонии.
7 января 2018 года Нильссон дебютировал в составе национальной сборной Швеции, выйдя в стартовом составе на товарищеский матч с командой Эстонии. 11 января того же года он забил единственный гол в товарищеской игре с датчанами.

## Достижения
«Юнион»
- Обладатель Кубка Бельгии: 2023/24